# De Young Museum
Le M. H. De Young Museum de San Francisco est un musée des beaux-arts situé à San Francisco en Californie. Il a ouvert ses portes en 1895 dans le Golden Gate Park, près du jardin japonais (le Japanese Tea Garden), la Concourse of Music et la rue Kennedy Drive. C'est le plus ancien musée des beaux-arts de San Francisco.

## Présentation
Le musée a été réhabilité en 2005, après un concours d'architecture auquel ont participé 24 agences d'architecture. C'est finalement l'agence d'architecture suisse Herzog & de Meuron et san-franciscaine Fong & Chan Architects qui ont remporté le projet. La structure répond aux normes parasismiques. Le nouveau musée a été inauguré le 15 octobre 2005, après des festivités qui durèrent deux jours et réunirent quelque 3 000 personnes. Il attire beaucoup plus de visiteurs que les anciens bâtiments de style colonial.
Le musée De Young abrite des collections d'arts de l'Amérique (Mésoamérique, Amérique du Sud), de l'Afrique (Nigeria, Zaïre), de l'Océan Pacifique (Papouasie-Nouvelle-Guinée, Nouvelle-Zélande), parmi d'autres.
Après que deux référendums soumis aux électeurs de San Francisco pour financer une reconstruction aient échoué, la présidente du conseil d'administration du musée, Dede Wilsey, a levé plus de 190 millions de dollars de contributions (donnant elle-même 10 millions). C'est le plus grand don jamais collecté pour une institution culturelle à San Francisco et un des plus importants pour l'ensemble des musées américains.

## Quelques chiffres
- Visiteurs : 1,5 million (année 2012-2013)[8]
- Nombre d'œuvres : plus de 27 000[1]
- Objet le plus ancien : 3 500 ans.
- Objet le plus lourd (la tête colossale olmèque no 4) : 5 tonnes
- Objet le plus léger : une pièce de monnaie américaine
- Poids du verre utilisé dans la structure : 300 000 livres
- Poids de l'acier utilisé pour les fenêtres : 200 000 livres
- Nombres d'arbres : 344

## Galerie

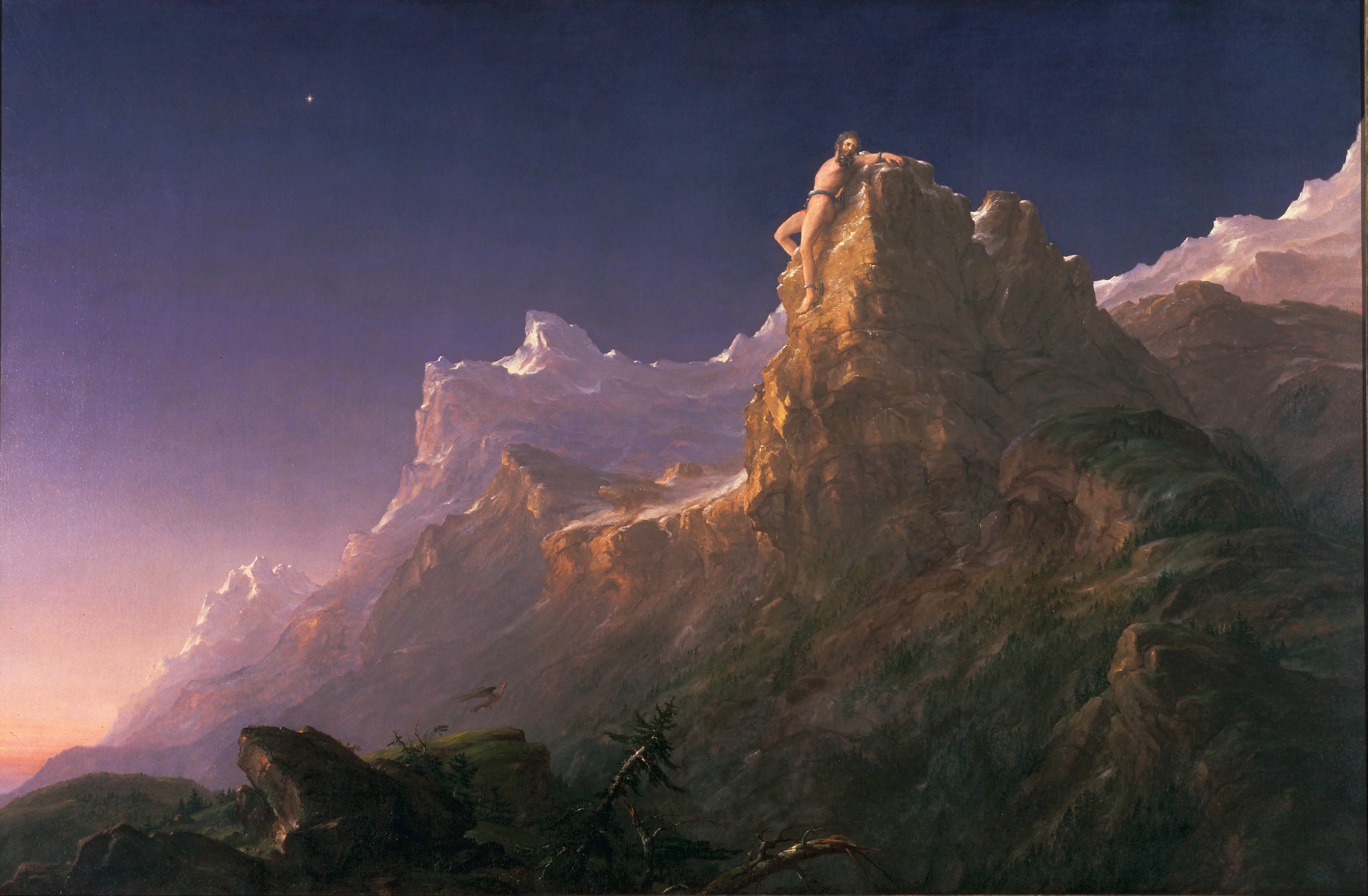
Prométhée enchaîné, par Thomas Cole.